# Zły numer
Zły numer (I Got the Hook Up) – amerykański film komediowy z 1998 roku w reżyserii Michaela Martina. Za scenariusz odpowiadał raper Master P.

## Fabuła
Black (Master P) i Blue (Anthony Johnson) to duet drobnych handlarzy z Los Angeles. Ich dotychczasowe życie jest bardzo skromne. Odmienia się, gdy Black podaje się za odbiorcę dużej partii nowoczesnych telefonów komórkowych. Dzięki pomocy znajomego hakera oraz pracującej w firmie telefonicznej Lorraine (Gretchen Palmer), wspólnie rozkręcają interes. Telefony rozchodzą się szybko, a zysk jest ogromny. Niestety radość nie trwa długo. W niedługim czasie rozdzwaniają się właściciele z problemem, bowiem ich nowe komórki nie są sprawne. Co gorsza, sprawą nielegalnego interesu interesuje się agencja FBI. Dla Blacka i Blue zaczynają się prawdziwe kłopoty.

## Obsada
Źródło.
- Master P jako Black
- A.J. Johnson jako Blue
- Frantz Turner jako Dalton
- Gretchen Palmer jako Lorraine
- Harrison White jako Tootsie Pop
- Helen Martin jako matka Blue
- Joe Estevez jako Lamar Hunt
- John Witherspoon jako Mr. Mimm
- Mia X jako Lola Mae
- Fiend jako Roscoe
- Tommy „Tiny” Lister Jr. jako T-Lay
- C-Murder jako O-Money
- Mr. Serv-On jako Mad-Dogg
- Mystikal jako chłopak z grupy T-Lay'a
- Richard Keats jako Jim Brady
- Sheryl Underwood jako Bad Mouth Bessie
- Tangie Ambrose jako Nasty Mouth Carla
- Ice Cube jako strzelec

## Ścieżka dźwiękowa
Została wydana 7 kwietnia 1998 roku. Okazała się sukcesem debiutując na 3. miejscu notowania Billboard 200 i na 1. pozycji listy Top R&B/Hip-Hop Albums. Dwa miesiące po wydaniu płyty, uzyskała status platynowej. Wśród kompozytorów znaleźli się między innymi Ice Cube, Master P, Jay-Z, Bone Thugs-n-Harmony, Memphis Bleek, Mack 10, Ol’ Dirty Bastard czy UGK.